# Erin Reelick
Erin Reelick (* 13. Dezember 1993 in Torrington, Connecticut) ist eine US-amerikanische Ruderin.
Erin Reelick belegte bei den Junioren-Weltmeisterschaften 2011 den vierten Platz im Doppelvierer. Bei den U23-Weltmeisterschaften 2014 ruderte Reelick sowohl im Vierer ohne Steuerfrau als auch im Achter und gewann in beiden Bootsklassen den Titel. 2015 gewann sie bei den U23-Weltmeisterschaften noch einmal im Achter. 
Bei den Weltmeisterschaften 2017 belegten Molly Bruggeman, Kristine O’Brien, Erin Reelick und Kendall Chase den vierten Platz im Vierer ohne Steuerfrau. 2018 kamen zwei Ruderinnen neu in den US-Vierer. In der Besetzung Madeleine Wanamaker, Erin Boxberger, Molly Bruggeman und Erin Reelick gewann das Boot den Titel bei den Weltmeisterschaften in Plowdiw vor den Australierinnen und den Russinnen. 2019 wechselte Reelick in den Achter und belegte den dritten Platz bei den Weltmeisterschaften in Linz hinter den Booten aus Neuseeland und aus Australien.